# Enrico Aillaud
Enrico Aillaud (Roma, 11 novembre 1911 – Roma, 7 settembre 2004) è stato un diplomatico e ambasciatore italiano.

## Biografia
Nacque a Roma in via Pasubio 2. Dopo la laurea in giurisprudenza, nel 1940, entrò in diplomazia. Compì varie missioni diplomatiche, a New Orleans, Londra e Praga. È stato, poi, consigliere diplomatico del Presidente del Consiglio Adone Zoli (1957-1958) e capo di gabinetto dei ministri degli affari esteri Amintore Fanfani e Giuseppe Pella (1958-1959).
A luglio 1959 viene nominato ambasciatore d'Italia in Cecoslovacchia, per passare, poi, a Varsavia, presso la Repubblica Popolare di Polonia (1962-1968); a Vienna (1970-1973), a Berlino Est (1973-1975) e a Mosca (1975-1977). Fu collocato a riposo nel 1980.. Ha poi diretto per tre anni l'Istituto italo-latino-americano e fu anche presidente di Interbanca e dell'Istituto di studi politici internazionali.
Il suo nome è apparso in uno dei dossier del cosiddetto Archivio Mitrochin, sulle attività illegali dei servizi segreti sovietici in Italia relative al periodo tra gli anni sessanta e i primi anni ottanta. Secondo tali documenti, inizialmente, l'ambasciatore Aillaud sarebbe stato ricattato dai servizi segreti cecoslovacchi, in possesso di informazioni circa una presunta relazione con una donna di facili costumi e alcune speculazioni monetarie e, quindi, costretto a entrare nella rete spionistica del Patto di Varsavia.
Aillaud avrebbe mantenuto i contatti con tali organizzazioni anche nei successivi incarichi a Varsavia e a Mosca, fornendo loro informazioni riguardanti la NATO, la CEE, la Cina e altro. Secondo una scheda del Dossier Mitrochin avrebbe permesso all'agente Sokolov del KGN di usufruire di una borsa di studio a Roma che gli avrebbe permesso di introdursi negli ambienti vicino ad Aldo Moro pochi mesi prima del suo rapimento. Dal 1976 al 1983, sarebbe stato inserito nella rete di agenti del KGB, che lo avrebbe ricompensato con alcuni rimborsi spese e la partecipazione a battute di caccia nei dintorni di Mosca.
Tali ricompense sembrano oggettivamente inconsistenti, in rapporto al rischio assunto dal diplomatico italiano, tanto che, nel luglio 2001, la procura di Roma, nell'iscrivere quindici persone nel registro degli indagati per spionaggio, nell'ambito inchiesta "Mitrokhin", escluse il nominativo dell'ambasciatore Aillaud, ritenendo non sussistere alcun elemento utile per l'azione penale nei suoi confronti, perché "estraneo alle fantasiose affermazioni del 'Dossier Mitrokhin' per quanto possa essere falsamente indicato".
Enrico Aillaud scrisse alcuni libri e collaborò con vari periodici; fra cui: Il Giornale d'Italia, Politica Estera, Famiglia Cristiana, Il Borghese, Il Veltro, Relazioni Internazionali.

## Opere
- Enrico Aillaud, Sisto V. uomo di stato e diplomatico (testo a Stampa della Conferenza tenutasi a Grottammare il 27 agosto 1983), Roma, Academia Sistina, 1983.
- Enrico Aillaud, in Professione: diplomatico di Enrico Serra, Milano, F. Angeli, 1988.
- Enrico Aillaud, Un ambasciatore racconta: esperienze oltre cortina e altre storie, Milano, F. Angeli, 1998.